# Can Trinxet
|  | Per a altres significats, vegeu «Can Trinxet (Hospitalet)». |

Can Trinxet, antiga masia de Can Bosch dels Rufets, és un mas catalogat a l'Inventari del Patrimoni Arquitectònic Català del municipi de Sant Feliu de Codines (Vallès Oriental).

## Arquitectura
Edifici aïllat de tipologia ciutat jardí, situat en mig del bosc, al nord del nucli urbà. Prové de la reforma de l'antiga masia de Can Bosc dels Rufets.
El conjunt és de planta i volumetria complexa, coberta composta i les façanes són simètriques i acabades en pedra. És, en conjunt, un gran casal de pedra ple de detalls de millor gust modernista i cal dir-ho, molt ben tingut pels seus propietaris.
Camp obert al vessant de migdia de la muntanya, al seu entorn s'hi troben dues piscines i uns jardins de composició romàntica.
L'element principal és un vestíbul central, envoltat d'espais col·locats de forma aleatòria. Rubió utilitza procediments constructius de la pedra “en sec”, així com blocs de pedra simplement desbastada. En aquests últims, Rubió se centra en els murs, el desglossament dels arcs i els acabats, més que en la forma de construir voltes.
Els espais interiors són de dimensions i proporcions canviants. L'existència de diferents accessos i l'esglaonament d'espais grans i petits, són altres característiques.
El conjunt presenta un seguit de dependències al voltant del vestíbul principal, que no figuraven al projecte; tot indicant un desenvolupament d'idees a peu d'obra amb l'ajuda dels paletes.
Els coronaments dels murs amb crestes punxegudes i irregulars, els arcs rebaixats de les llindes de les portes i finestres i els murs de pedra són construïts amb les tècniques pròpies de la fàbrica de maó.
El menjador és de planta quadrada, de doble alçada, i cobert amb un embigat en forma de retícula.

## Història
Casal modernista que ocupa l'indret de l'antic Mas Bosc o Can Bosc dels Rufets.
El 1920 va ser adquirit pel senyor Francesc Trinxet, que el va fer reedificar entre el 1920 i 1924 per l'arquitecte Joan Rubió i Bellver. L'antic Mas Bosc era una casa de pagès. En ell actualment hi ha ubicat un restaurant propietat dels descendents de Francesc Trinxet.
El mateix any es va erigir al costat del casal una granja avícola anomenada Fi-Vallès; fa anys que resta abandonada.